# DANCE IN LOVE
「DANCE IN LOVE」（ダンス イン ラブ）は、2009年2月4日に発売された石井竜也の25枚目のシングル。

## 解説
石井初、筒美京平とのコラボレーション・アルバム、『CHANDELIER』先行シングル。ジャケットは石井の描き下ろしイラスト。

## 収録曲
作曲：筒美京平
1. DANCE IN LOVE
作詞：石井竜也　編曲：CHOKKAKU
筒美京平とのコラボレーション曲。石井なりのフィラデルフィア・サウンドを再構築した曲[2]。ミュージック・ビデオは大物プロデューサー・本郷二郎が担当する歌番組『歌え!ゴージャス!ミュージック・ヒット!』収録中の設定。石井曰く「あれを『かっこいい』といってしまっていいのか難しいところ」[3]。アルバム『CHANDELIER』初回盤同梱のDVDには通常ヴァージョン、裏方パートなしのT.I Edit Version、裏ビデオ[4]3パターンのミュージック・ビデオが収録。
2. にがい涙
作詞：安井かずみ　編曲：柿崎洋一郎
ザ・スリー・ディグリーズが歌った同曲のカヴァー。
3. DANCE IN LOVE （Instrumental）

## 収録アルバム
| 曲名          | 収録アルバム   | 発売日       | 備考                     |
| ------------- | -------------- | ------------ | ------------------------ |
| DANCE IN LOVE | 『CHANDELIER』 | 2009年3月4日 | 15thオリジナル・アルバム |
| にがい涙      | 『CHANDELIER』 | 2009年3月4日 | 15thオリジナル・アルバム |